# Franse Pas
De Franse Pas – in het Papiaments Rooi Frances – is een nauwe doorgang op Aruba tussen koraalrotsen met dichte begroeiing, gelegen boven een gebied bekend als Spaans Lagoen. Vanaf de pas zijn de ruïnes van de Balashi goudsmelterij zichtbaar. Volgens overlevering probeerden Franse piraten in de vroege 17de eeuw Aruba binnen te vallen. In deze doorgang werden ze echter geconfronteerd door een grote groep Indianen, waarvan velen de dood vonden. De rode kleur van de ster op de Arubaanse vlag is een eerbetoon aan het bloedvergieten voor de vrijheid van Aruba door de Indianen in Rooi Frances. Sedert de inval wordt de doorgang “Franse pas” genoemd. Inwoners beweren dat hier nog altijd ’s nachts schreeuwen waar te nemen zijn.

## Afbeeldingen

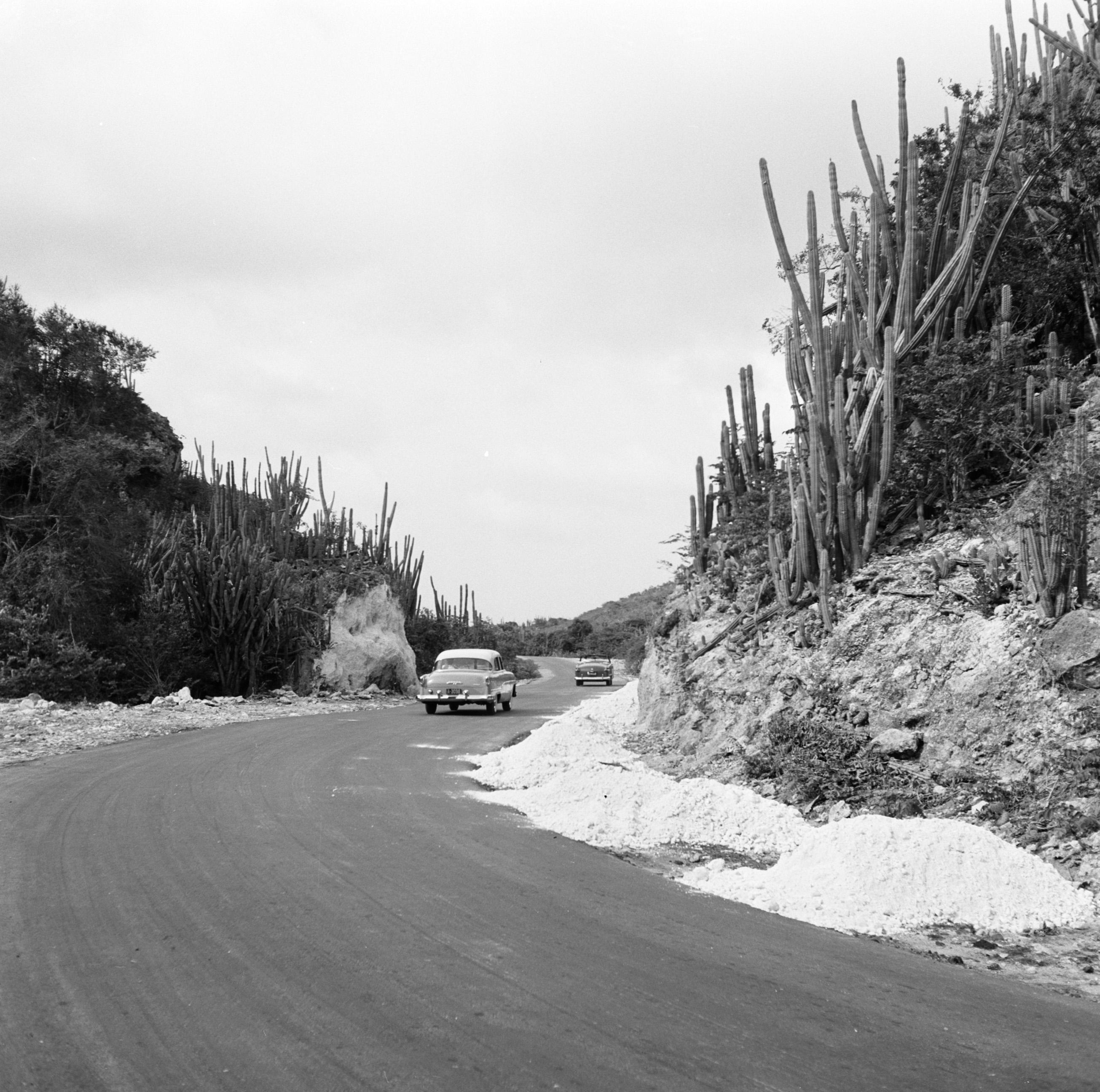
De Franse Pas
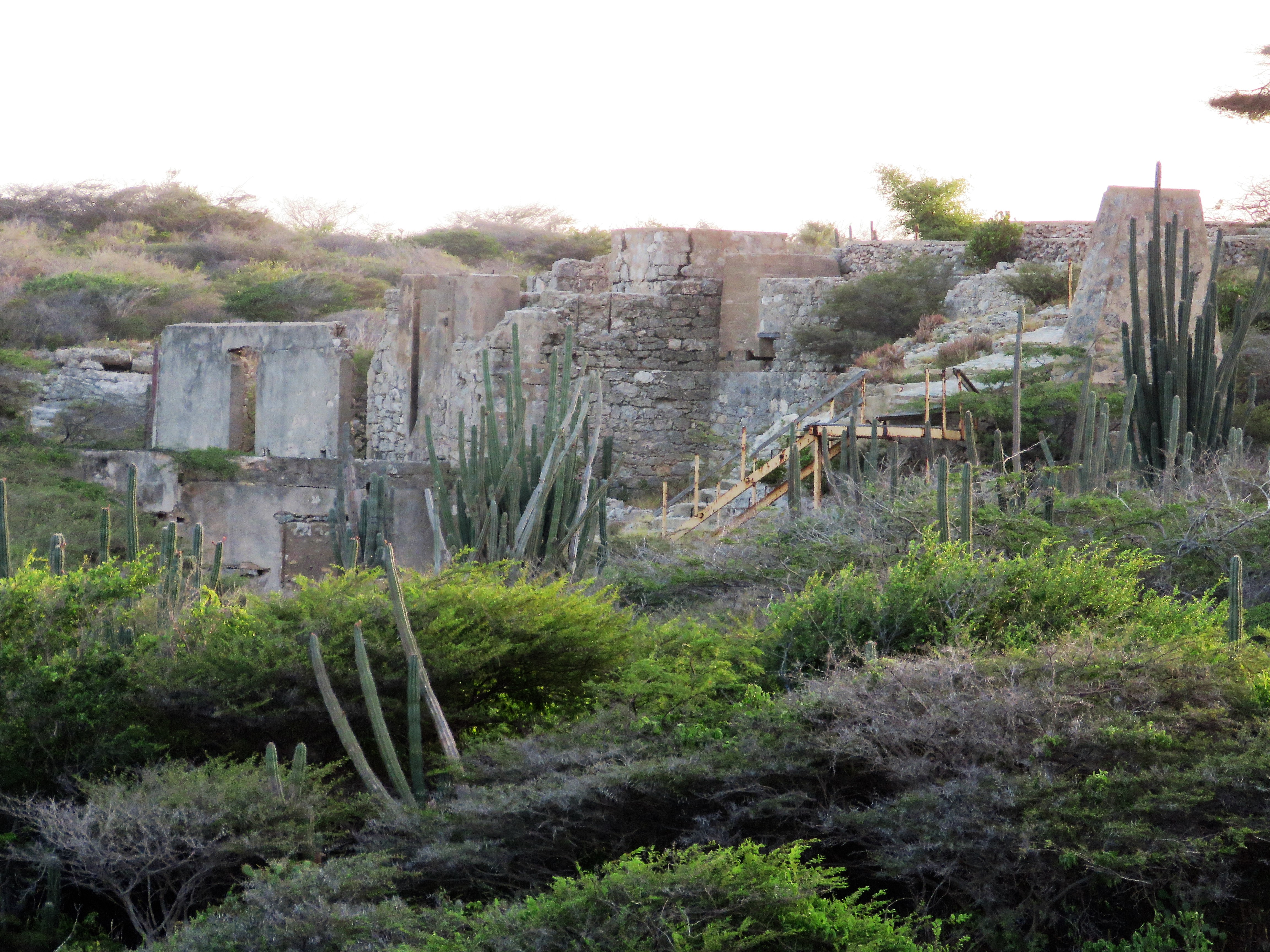
Ruïne van de Balashi goudsmelterij